# Тромбоцит
Тромбоцитите са най-малките оформени елементи в кръвта. Броят им е 150000-400000 в 1 микролитър кръв. Формата им е овална, нямат ядра, безцветни са и размерите им са от порядъка на 2-3 микрометра. Основната им функция е свързана с кръвосъсирването. Недостигът се нарича тромбоцитопения. Тежката тромбоцитопения може да доведе до изразена склонност към кървене, наричана хеморагична диатеза. Повишеното количество на тромбоцитите над нормалните граници се нарича тромбоцитоза или тромбоцитемия и може да доведе до поява на тромби (тромбоза).
Образуват се от мегакариоцитите на червения костен мозък, отцепвайки се от периферията на протоплазмата. Тромбоцитите съдържат хистамин и серотонин, които чрез съдосвиващото си действие възпрепятстват кръвотечението и предпазват организма от кръвозагуби при нараняване на съдовете.